# رافائل اسکالونا
رافائل اسکالونا مارتینز (زاده ۲۶ مه ۱۹۲۶ – درگذشته ۱۳ مه ۲۰۰۹) آهنگساز و ترانه ‎سرای کلمبیایی بود. او یکی از برجسته‎ ترین آهنگسازان سبک والنتینو و به همراه آلفونسو لوپز میکلسن بنیانگذار فستیوال والنتینو بود.
او همچنین یکی از دوستان صمیمی گابریل گارسیا مارکز بود. وی در داستان‎هایش از او نوشته بود. آهنگ‎های او به عنوان میراثی از نسل گذشته کلمبیا، روایتگر داستان‎ها و افسانه‎ها و آداب و رسوم منطقه‎ای است که وی در آن می‎زیسته‎است. در سال ۱۹۹۱ یکی از شبکه‎های تلویزیونی کلمبیا به نام کاراکول سریالی را با نام اسکالونا به روی آنتن برد.

## مرگ
او در بعد از ظهر  ۱۳مه ۲۰۰۹ در بوگوتا کلمبیا به علت نارسایی قلبی درگذشت. رئیس جمهور سابق کلمبیا آلوارو اوریبه در زمان بیماری‎اش در بیمارستانی که بستری شده بود به ملاقات وی رفت.

## همچنین نگاه کنید
- Guillermo Buitrago
- Julio César Bovea